# Щепановский сельский совет (Козовский район)
Щепановский сельский совет (укр. Щепанівська сільська рада) — входит в состав Козовского района Тернопольской области Украины.
Административный центр сельского совета находится в с. Щепанов.

## История
- 138 — дата образования.

## Населённые пункты совета
- с. Щепанов
- с. Бартошевка